# Dasyphora qinghaiensis
Dasyphora qinghaiensis är en tvåvingeart som beskrevs av Ni 1982. Dasyphora qinghaiensis ingår i släktet Dasyphora och familjen husflugor. Inga underarter finns listade i Catalogue of Life.